# Trichanthera
Trichanthera là chi thực vật có hoa trong họ Acanthaceae.

## Hình ảnh

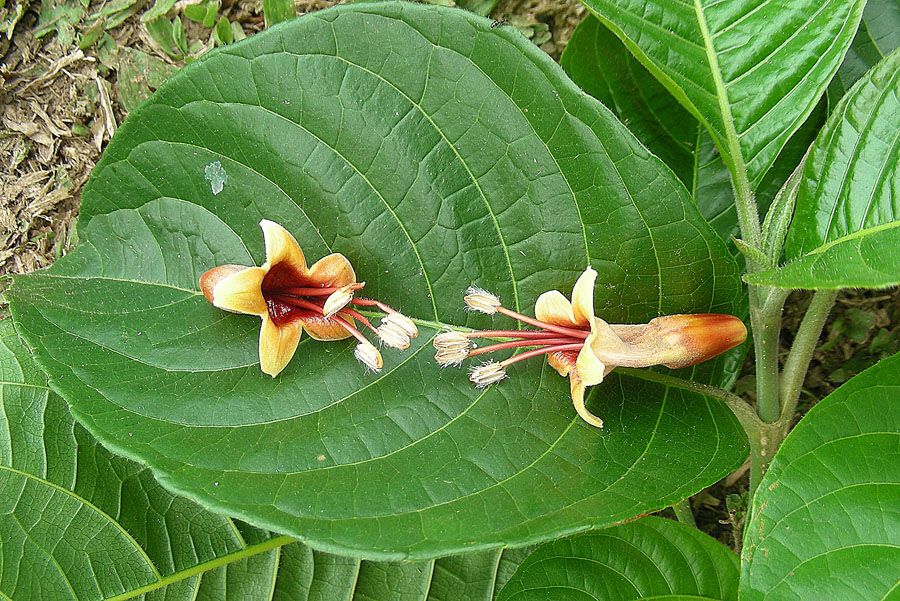

## Các loài
- Trichanthera corymbosa
- Trichanthera gigantea